# Miquel Brullet i Monmany
Miquel Brullet i Monmany   (Mataró, 27 de novembre de 1904 - 5 de desembre de 1988) fou un arquitecte català.

## Biografia
Va destacar com arquitecte a la ciutat de Mataró i a la comarca del Maresme. Estudià el batxillerat a les Escoles Pies de Santa Anna i tot seguit es matriculà a l'Escola Tècnica Superior d'Arquitectura de Barcelona (ETSAB).
Va ser deixeble de Josep Maria Jujol amb qui col·laborà en diferents projectes com el monument de la plaça d'Espanya de Barcelona. Acabà la carrera l'any 1930 després d'una temporada a Madrid des d'on va viatjar per tot Espanya i va conèixer l'arquitectura popular. En acabar la carrera va exercir d'arquitecte municipal a la seva ciutat natal i durant la Guerra Civil espanyola dirigí les obres dels bunkers a la costa del Maresme.
De les seves primeres obres destaca el Cafè Nou, a la Riera, encàrrec de la Unió de Cooperadors de Mataró l'any 1933. Un cop acabada la guerra participà activament en la reconstrucció de les esglésies malmeses a la ciutat com la de Santa Anna, Sant Josep, Santa Maria - juntament amb Lluís Gallifa i Lluís Bonet- i el convent de la Providència; també projectà la capella del coll del Parpers en honor dels Caiguts.
De 1946 a 1948 va ser tinent d'alcalde, però va deixar el càrrec per dedicar-se a l'arquitectura privada. Tot i així va participar en la planificació de l'urbanisme del barri de La Llàntia, La Cornisa, Can Raimí i Can Cabot. Projectà així mateix, el pavelló esportiu de basquet Josep Mora i la piscina Municipal, ambdós al Passeig Carles Padrós de Mataró, i el col·legi Josep Montserrat a Peramàs. Així mateix fou l'ànima dels edificis dels cinemes Núria i Iluro, propietat de la família Coll, per a qui també va construir la seva casa familiar a la zona alta de Mataró. Des dels anys cinquanta fins a finals dels setanta projectà multitud de cases unifamiliars així com nombrosos blocs de pisos als diferents barris de la ciutat que creixia ràpidament degut a l'arribada de nombrosos andalusos, extremenys i murcians per treballar a la indústria tèxtil de la ciutat.
De profundes creences cristianes, es casà l'any 1933 amb Pepita Tenas i Cucurell, catequista i mestra, amb qui tingué nou fills: Jaume, Maria, Xavier, Manel, Montserrat, Assumpció, Agustí, Cristina i Miquel. Els seus fills han seguit la professió destacant com a arquitectes i constructors amb sensibilitat artística i social.

## Obres
| Any  | Nom       | Ubicació                             | Descripció                                           | Estat    | Imatge    |
| ---- | --------- | ------------------------------------ | ---------------------------------------------------- | -------- | --------- |
| 1943 | Can Cabot | Av. Eduard Ferrés, 1 Vilassar de Mar | Reforma integral d'una antiga masia del segle xviii. | Correcte | Can Cabot |